# Rava dosa

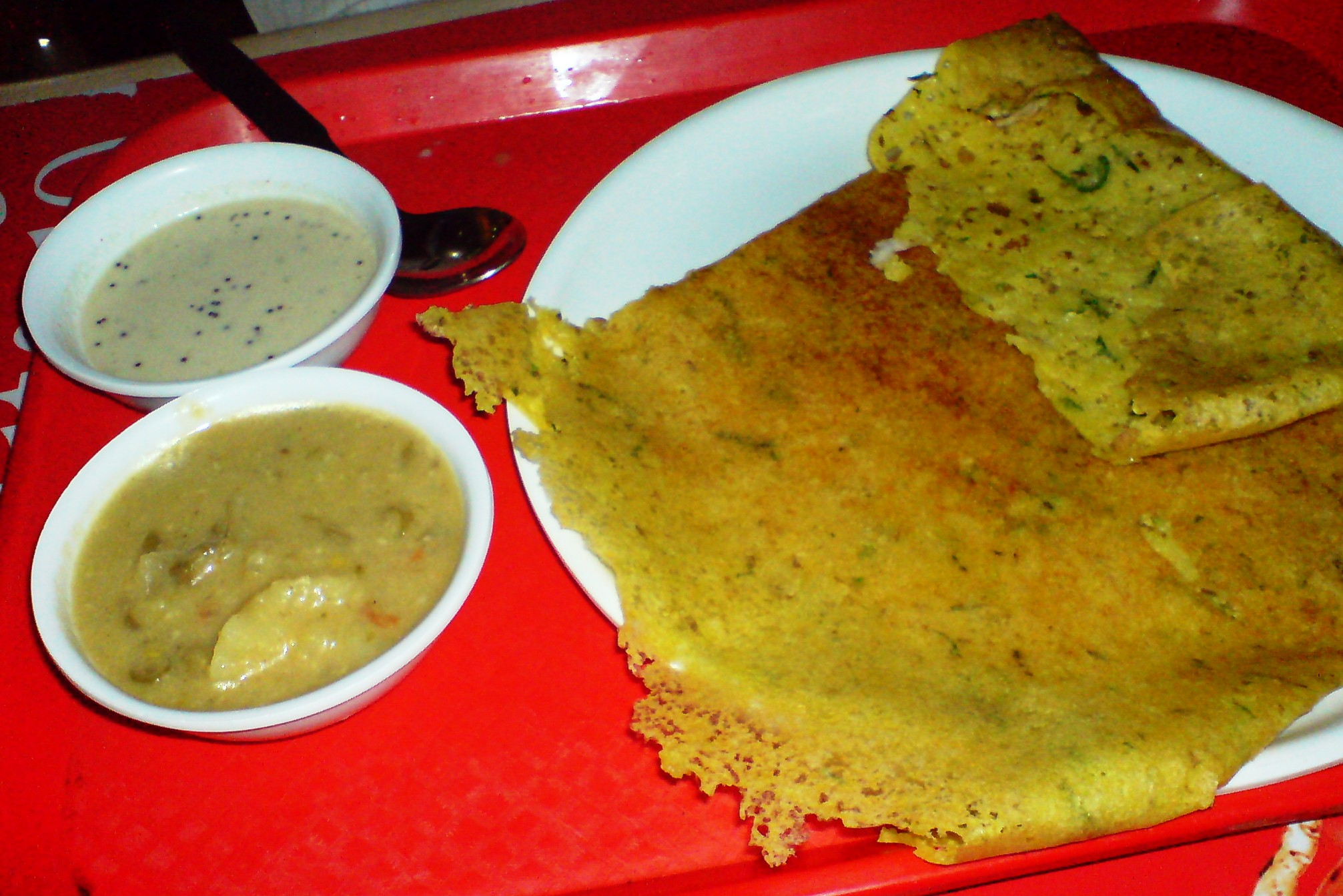
Rava dosa.

El rava dosa (canarés ರವೆ ದೋಸೆ) es un panqueque indio del sur del país, derivado del popular dosa.
Se hace con rava, especialmente rava de Bombai (rave en canarés, ravai en tamil) o semolina, que no necesita fermentación y suele considerarse un tiffin rápido.
Se prepara untando el rebozado sobre una sartén caliente hasta que queda crujiente. Entonces se retira y se sirve con chutney.